# Onder de Boompjes 20
Onder de Boompjes 20 is een voormalig woonhuis aan de Onder de Boompjes in de binnenstad van de Noord-Hollandse stad Hoorn.

## Geschiedenis
Het pand werd gebouwd in opdracht van Arnoldus Phillipus Kuijer. Hij kocht de kavel die vanaf de Onder de Boompjes helemaal tot aan de Achter de Vest loopt in 1834 van Cornelis van der Wolff. In 1894 kocht huisarts K.F.L. Kaiser het pand en begon er zijn huisartsenpraktijk. In de wachtkamer liet hij behang plaatsen, dat mogelijk afkomstig was uit het atelier van de Vaderlandscha Maatschappij. Kaiser werd bekend doordat hij De Villa oprichtte, een particulier ziekenhuis aan de Draafsingel. Na hem hielden nog twee andere huisartsen er praktijk, tot het in 1932 gekocht werd door Jac. Met, die er een automobielhandel begon. De pui werd gesloopt en er kwam een brede etalage (voor de showroom) met rechts een ingang voor de garage. Het gehele interieur van de begane grond verdween eveneens in de containers. Alleen een marmeren schoorsteenmantel en de (neo)rococospiegel gingen naar het Westfries Museum. De garage liep over bijna de gehele lengte van de kavel. Voor zover het gebouw nog niet op het gemeentelijke riool was aangesloten, moest dat volgens de vergunning wel gedaan worden. Op de verdiepingen kwamen twee bovenwoningen.
Het pand werd in 1965 als rijksmonument op de monumentenlijst geplaatst. In de omschrijving wordt nog wel betimmering en een schouw genoemd. 
Na 1972 kwamen er verschillende winkels in het pand, waaronder een Dagmarkt en een meubelzaak. In 2002 kocht woningbouwvereniging Intermaris het pand, om er zes appartementen in te bouwen. De pui en natuurstenen stoep met bordes voor de nieuwe voordeur, werden gereconstrueerd.

## Exterieur
De top van de gevel bestaat uit een verhoogde lijstgevel met rococosnijwerk. De lijst loopt rondom een halfronde dakkapel en heeft op het hoogste punt van de dakkapel een kuif. De voorgevel is twee bouwlagen hoog en vier traveeën breed. De voordeur bevindt zich in het tweede travee van rechts. De deur heeft een omlijsting en een bovenlicht met snijraam bestaande uit vier pijlen, komende uit hoeken.